# Víctor Castillo
Victor Castillo (ur. 8 czerwca 1981 w San Joaquin) – wenezuelski lekkoatleta specjalizujący się w skoku w dal.
Czwarty zawodnik mistrzostw świata juniorów w Santiago (2000). W 2003 zdobył brązowe medale igrzysk panamerykańskich i mistrzostw Ameryki Środkowej i Karaibów oraz mistrzem Ameryki Południowej. Na mistrzostwach świata w Paryżu (2003) odpadł w eliminacjach. W 2004 zdobył srebro mistrzostw ibero-amerykańskich oraz bez powodzenia startował w igrzyskach olimpijskich. Od 14 czerwca 2006 do 13 czerwca 2008 był zdyskwalifikowany za stosowanie nielegalnych środków (furosemidu). Po powrocie do sportu, w 2011 roku był czwarty na mistrzostwach Ameryki Południowej, trzeci na światowych wojskowych igrzyskach sportowych oraz wygrał igrzyska panamerykańskie (testy antydopingowe przeprowadzone na tych zawodach wykazały obecność w organizmie Wenezuelczyka niedozwolonych środków, stracił on medal oraz został zdyskwalifikowany na 4 lata).
Rekordy życiowe: stadion – 8,34 (20 maja 2004, Cochabamba); hala – 8,00 (5 lutego 2005, Flagstaff); bieg na 60 metrów (hala) – 6,76 (19 lutego 2005, Flagstaff). Rezultaty zawodnika są aktualnymi rekordami Wenezueli.